# Kodekal
Kodekal är en ort i Indien.   Den ligger i distriktet Yadgir och delstaten Karnataka, i den södra delen av landet, 1 400 km söder om huvudstaden New Delhi. Kodekal ligger 469 meter över havet och antalet invånare är 6 056.
Terrängen runt Kodekal är platt, och sluttar söderut. Runt Kodekal är det ganska tätbefolkat, med 207 invånare per kvadratkilometer. Närmaste större samhälle är Tālīkota, 16,6 km nordväst om Kodekal. Trakten runt Kodekal består till största delen av jordbruksmark.